# Linda Ludgrove
Linda Ludgrove   (Greenwich, 8 de setembre de 1947) és una exnedadora anglesa, especialista en esquena, que va competir durant la dècada de 1960.
El 1964 va participar en els Jocs Olímpics d'estiu de Tòquio, on disputà dues proves del del programa de natació. Fou cinquena en els 4x100 metres estils i sisena en els 100 metres esquena.
En el seu palmarès destaquen una medalla de bronze en els 4x100 metres estils del Campionat d'Europa de natació de 1962 i una de plata, en els 100 metres esquena, i una de bronze, en els 4x100 metres estils, en l'edició de 1966. Als Jocs de l'Imperi Britànic i de la Comunitat guanyà cinc medalles d'or i una de plata en les edicions de 1962 i 1966 en proves d'esquena i estils. Als campionats nacionals de l'ASA guanyà cinc vegades el títol de les 110 iardes esquena (1962, 1963, 1964, 1966, 1967) i tres el de les 220 iardes esquena (1964, 1966, 1967).
Fou tercera en la Personalitat Esportiva de l'any de la BBC de 1962. Durant la seva carrera esportiva va establir set rècords del món. Es retirà el 1967.